# Tropisternus collaris
Tropisternus collaris är en skalbaggsart som först beskrevs av Fabricius 1775.  Tropisternus collaris ingår i släktet Tropisternus och familjen palpbaggar.

## Underarter
Arten delas in i följande underarter:
- T. c. mexicanus
- T. c. collaris
- T. c. striolatus
- T. c. proximus
- T. c. viridis